# Seznam italijanskih matematikov
Seznam italijanskih matematikov.

## A
- Pietro Abbati Marescotti (1768 – 1842)
- Maria Gaetana Agnesi (1718 – 1799)
- Camillo Agrippa (? – 1595~)
- Giacomo Albanese (1890 – 1948)
- Giovanni Alberti (1965 –)
- Aldo Andreotti (1924 – 1980)
- Maria Ardinghelli (1728 – 1825)
- Cesare Arzelà (1847 – 1912)
- Cecco d'Ascoli (1257 – 1327)
- Giulio Ascoli (1843 – 1896)

## B
- Bernardino Baldi (1533 – 1617)
- Nils Aall Barricelli (1912 – 1993)
- Laura (Maria Caterina) Bassi - "Minerva" (1711 – 1778)
- Eugenio Beltrami (1835 – 1900)
- Giuseppe Biancani (1566 – 1624)
- Luigi Bianchi (1856 – 1928)
- Rafael Bombelli (1526 – 1573)
- Enrico Bombieri (1940 –)
- Guido Bonati (1223 – 1300)
- Carlo Emilio Bonferroni (1892 – 1960)
- Antonio Maria Bordoni (1789 – 1860)
- Giovanni Alfonso Borelli (1608 – 1679)
- Francesco Brioschi (1824 – 1897)
- Vincenzo Brunacci (1768 – 1818)
- Giordano Bruno (1548 – 1600)
- Cesare Burali-Forti (1861 – 1931)

## C
- Johannes Campanus (1220 – 1296)
- Gerolamo Cardano (1501 – 1576)
- Giovanni Domenico Cassini (1625 – 1712)
- Guido Castelnuovo (Venezia, 1865 – Roma, 1952)
- Pietro Antonio Cataldi (1548 – 1626)
- Bonaventura Francesco Cavalieri (1598 – 1647)
- Lamberto Cesàri (1910 – 1990)
- Ernesto Cesàro (1859 – 1906)
- Giovanni Ceva (1647 – 1734)
- Andrea Milani Comparetti (1948 – 2018)
- Caterina Consani
- Luigi Cremona (1830 – 1903)

## D
- Ignazio Danti (1536 – 1586)
- Guidobaldo del Monte (1545 – 1607)
- Giovanni Battista Donati (1826 – 1873)

## E
- Federigo Enriques (1871 – 1946)

## F
- Francesco Faà di Bruno (1825 – 1888)
- Gino Fano (1871 – 1952)
- Luigi Fantappiè (1901 – 1956)
- Lodovico Ferrari (1522 – 1565)
- Scipione del Ferro (1465 – 1526)
- Leonardo Fibonacci (1175 – 1250)
- Quirico Filopanti (1812 – 1894) (pravo ime Giuseppe Barilli)
- Bruno de Finetti (1906 – 1985)
- Guido Fubini (1879 – 1943)

## G
- Galileo Galilei (1564 – 1642)
- Adriano Mario Garsia (1928 –) (tunizijsko-ital.-amer.)
- Luigi Guido Grandi (1671 – 1742)
- Francesco Maria Grimaldi (1618 – 1663)
- Guarino Guarini (1624 – 1683)

## L
- Joseph-Louis Lagrange (italijansko-francoski)
- Beppo Levi (1875 – 1961)
- Tullio Levi-Civita (1873 – 1941)
- Guglielmo Libri Carucci dalla Sommaja (1803 – 1869)

## M
- Gian Francesco Malfatti (1731 – 1807)
- Matilde Marcolli (1969)
- Lorenzo Mascheroni (1750 – 1800)
- Pietro Mengoli (1626 – 1686)

## O
- Giammaria Ortes (1713 – 1790)

## P
- Luca Pacioli (1445/47 – 1514)
- Pietro Paoli (1759 – 1839)
- Giuseppe Peano (1858 – 1932)
- Paolo della Pergola
- Gabrio Piola (1794 – 1850)
- Elena Cornaro Piscopia (1646 – 1684)
- Giovanni Antonio Amedeo Plana (1781 – 1864)
- Luigi Poletti (1864 – 1967)

## Q
- Alfio Quarteroni (1952 –)

## R
- Tullio Regge (1931 – 2014)
- Lorenzo Respighi (1824 – 1889)
- Jacopo Riccati (1676 – 1754)
- Gregorio Ricci-Curbastro (1853 – 1925)
- Gian-Carlo Rota (1932 – 1999)
- Paolo Ruffini (1765 – 1822)

## S
- Giovanni Girolamo Saccheri (1667 – 1733)
- Beniamino Segre (1903 – 1977)
- Francesco Severi (1879 – 1961)

## T
- Niccolo Fontana Tartaglia (1499 – 1557)
- Leonida Tonelli (1885 – 1946)

- Evangelista Torricelli (1608 – 1647)
- Giulio Carlo de' Toschi di Fagnano (1682 – 1766)
- Roberto Triggiani

## V
- Giovanni Vacca (1872 – 1953)
- Giuseppe Veronese (1854 – 1917)
- Vincenzo Viviani (1622 – 1703)

## Z
- Umberto Zannier (1957 –)